# Зміївка (річка)
Зміївка — річка в Україні, у Коростенському районі Житомирської області. Права притока Славути (басейн Прип'яті).

## Опис
Довжина річки приблизно 2,9 км.

## Розташування
Бере початок на південному сході від Ходачків. Тече переважно на південний захід і на південно-східній околиці Білошиці впадає у річку Славуту, праву притоку Ужу.